# Filip Bilbija
Filip Bilbija, né le 24 avril 2000 à Berlin en Allemagne, est un footballeur allemand qui joue au poste d'ailier gauche au SC Paderborn.

## Biographie

### FC Ingolstadt
Né à Berlin en Allemagne, Filip Bilbija est formé par l'un des clubs de la capitale, le Tennis Borussia Berlin, puis le Hertha Zehlendorf, avant de rejoindre en 2018 le FC Ingolstadt. C'est avec ce club qu'il commence sa carrière professionnelle, il joue son premier match le 22 juillet 2019, à l'occasion de la première journée de la saison 2019-2020 de troisième division allemande face au FC Carl Zeiss Iéna. Il entre en jeu à la place de Fatih Kaya ce jour-là, et son équipe s'impose par deux buts à un.
Bilbija découvre la deuxième division allemande le 24 juillet 2021, lors de la première journée de la saison 2021-2022, contre le SG Dynamo Dresde. Il est titularisé et son équipe s'incline par trois buts à zéro.

### Hambourg SV
Après une saison pleine au FC Ingolstadt, malgré la relégation du club à l'issue de celle-ci, Bilbija est recruté par le Hambourg SV à l'été 2022. Le transfert est annoncé le 3 juin 2022 et le joueur s'engage librement pour un contrat de quatre ans.
Il joue son premier match pour le HSV le 17 juillet 2022, lors de la première journée de la saison 2022-2023, contre l'Eintracht Brunswick. Il entre en jeu à la place de Robert Glatzel et son équipe s'impose par deux buts à zéro.

### SC Paderborn
Seulement un an après son arrivée à Hambourg, Filip Bilbija quitte le club. Il s'engage en faveur du SC Paderborn le 7 juillet 2023.
Le 13 août 2023, Bilbija se fait remarquer en marquant deux buts face au FC Energie Cottbus, en coupe d'Allemagne. Il est titularisé et participe à la victoire de son équipe par sept buts à zéro. Il s'agit de ses deux premiers buts pour Paderborn.